# Revée Walcott-Nolan
Revée Walcott-Nolan (Luton, 6 marzo 1995) è una mezzofondista britannica che ha vinto la medaglia di bronzo ai campionati europei indoor 2025 nei 1500 metri piani.

## Progressione

### 800 metri piani
| Stagione | Misura     | Luogo         | Data      | Rank. Mond. |
| -------- | ---------- | ------------- | --------- | ----------- |
| 2025     | 2'00"24    | Troyes        | 22-6-2025 |             |
| 2024     | 1'59"69    | Zagabria      | 8-9-2024  |             |
| 2023     | 2'01"02    | Bilbao        | 12-7-2023 |             |
| 2021     | 2'02"08    | Turku         | 7-6-2021  |             |
| 2020     | 2'04"52    | Londra        | 29-8-2020 |             |
| 2019     | 2'01"74    | Eltham        | 20-7-2019 |             |
| 2018     | 2'02"06    | Londra        | 22-7-2018 |             |
| 2017     | 2'03"20    | Watford       | 24-6-2017 |             |
| 2016     | 2'02"32    | Watford       | 15-6-2016 |             |
| 2015     | 2'04"57    | Solihull      | 22-8-2015 |             |
| 2014     | 2'15"73    | Bedford       | 4-5-2014  |             |
| 2013     | 2'17"89(i) | Birmingham    | 17-2-2013 |             |
| 2012     | 2'14"49    | Watford       | 9-6-2012  |             |
| 2011     | 2'16"08    | Milton Keynes | 21-5-2011 |             |

### 1500 metri piani
| Stagione | Misura     | Luogo      | Data      | Rank. Mond. |
| -------- | ---------- | ---------- | --------- | ----------- |
| 2025     | 3'59"89    | Budapest   | 12-8-2025 |             |
| 2024     | 3'58"08    | Parigi     | 8-8-2024  |             |
| 2023     | 4'03"84    | Zagabria   | 10-9-2023 |             |
| 2022     | 4'10"53(i) | Ostrava    | 3-2-2022  |             |
| 2021     | 4'06"23    | Tokyo      | 2-8-2021  |             |
| 2020     | 4'11"54    | Londra     | 15-9-2020 |             |
| 2018     | 4'20"97    | Bedford    | 10-6-2018 |             |
| 2017     | 4'15"02(i) | Athlone    | 15-2-2017 |             |
| 2016     | 4'17"95    | Watford    | 24-8-2016 |             |
| 2015     | 4'37"60    | Glasgow    | 9-8-2015  |             |
| 2014     | 4'40"58    | Greystones | 10-5-2014 |             |
| 2013     | 4'40"09    | Bedford    | 25-8-2013 |             |
| 2012     | 4'42"76    | Hendon     | 21-7-2012 |             |
| 2011     | 4'29"83    | Gateshead  | 2-7-2011  |             |

### 3000 metri piani
| Stagione | Misura     | Luogo      | Data      | Rank. Mond. |
| -------- | ---------- | ---------- | --------- | ----------- |
| 2024     | 8'44"26    | Losanna    | 22-8-2024 |             |
| 2023     | 9'21"21(i) | Sheffield  | 10-5-2023 |             |
| 2022     | 9'21"26(i) | Manchester | 22-1-2022 |             |
| 2021     | 9'13"16    | Chorzów    | 29-5-2021 |             |
| 2011     | 10'07"19   | Bedford    | 20-8-2011 |             |

## Palmarès
| Anno | Manifestazione   | Sede          | Evento          | Risultato  | Prestazione | Note  |
| ---- | ---------------- | ------------- | --------------- | ---------- | ----------- | ----- |
| 2021 | Giochi olimpici  | Tokyo         | 1500 m piani    | Batteria   | 4'06"23     | [ 1 ] |
| 2022 | Europei di cross | Venaria Reale | Staffetta mista | 5ª         | 17'35"      |       |
| 2024 | Mondiali indoor  | Glasgow       | 1500 m piani    | 6ª         | 4'04"60     | [ 2 ] |
| 2024 | Giochi olimpici  | Parigi        | 1500 m piani    | Semifinale | 3’58”08     | [ 3 ] |
| 2025 | Europei indoor   | Apeldoorn     | 1500 m piani    | Bronzo     | 4'08"45     | [ 4 ] |
| 2025 | Mondiali indoor  | Nanchino      | 1500 m piani    | Batteria   | 4'15"76     | [ 5 ] |

## Campionati nazionali
- 1 volta campionessa nazionale britannica dei 1500 metri piani (2021)

2015
- 8ª ai campionati britannici (Birmingham), 800 metri piani - 2'07"97

2016
- 5ª ai campionati britannici indoor (Sheffield), 1500 metri piani - 4'18"91
- 4ª ai campionati britannici (Birmingham), 800 metri piani - 2'03"81

2017
- Bronzo ai campionati britannici indoor (Birmingham), 1500 metri piani - 4'21"73

2018
- 6ª ai campionati britannici (Birmingham), 800 metri piani - 2'04"85

2019
- 6ª ai campionati britannici (Birmingham), 800 metri piani - 2'03"46

2020
- 6ª ai campionati britannici (Manchester), 1500 metri piani - 4'17"19

2021
- Oro ai campionati britannici (Manchester), 1500 metri piani - 4'08"41

2023
- 6ª ai campionati britannici (Manchester), 800 metri piani - 2'02"58

2024
- Argento ai campionati britannici indoor (Birmingham), 1500 metri piani - 4'10"48
- Bronzo ai campionati britannici (Manchester), 1500 metri piani - 4'11"70

2025
- Argento ai campionati britannici indoor (Birmingham), 1500 metri piani - 4'14"57
- Bronzo ai campionati britannici (Birmingham), 1500 metri piani - 4'16"39

## Altre competizioni internazionali
2021
- Oro ai Campionati europei a squadre, ( Chorzów), 3000 metri piani - 9'13"36
- 10ª al Müller British Grand Prix ( Gateshead), Miglio - 4'32"30

2024
- 6ª al Bauhaus-Galan ( Stoccolma), 1500 metri piani - 4'00"77
- 11ª all'Athletissima ( Losanna), 3000 metri piani - 8'44"26
- 10ª al Kamila Skolimowska Memorial ( Chorzów), 1500 metri piani - 4'00"41
- 9ª al Golden Gala Pietro Mennea ( Roma), 1500 metri piani - 3'58"68

2025
- 12ª al Golden Gala Pietro Mennea ( Roma), 1500 metri piani - 4'02"28
- Bronzo ai Campionati europei a squadre, ( Madrid), 1500 metri piani - 4'09"16
- 7ª al London Athletics Meet ( Londra), Miglio - 4'19"16